# Lista siturilor arheologice din județul Sibiu - E
Lista siturilor arheologice din județul Sibiu - E conține toate siturile arheologice din județul Sibiu înscrise în Repertoriul Arheologic Național (RAN) și aflate în localități al căror nume începe cu litera E. RAN este administrat de Ministerul Culturii și Patrimoniului Național și cuprinde date științifice, cartografice, topografice, imagini și planuri, precum și orice alte informații privitoare la zonele cu potențial arheologic, studiate sau nu, încă existente sau dispărute.
Puteți căuta un sit din localitățile care încep cu litera E folosind formularul de mai jos sau puteți naviga prin toate siturile din județ la Lista siturilor arheologice din județul Sibiu.
| Cod RAN      | Denumire                                                                                    | Localitate                                   | Adresă | Datare | Descoperit | Coordonate | Imagine           | Erori            |
| ------------ | ------------------------------------------------------------------------------------------- | -------------------------------------------- | ------ | ------ | ---------- | ---------- | ----------------- | ---------------- |
| 143824.01    | Descoperiri neolitice la Ernea (Categorie: locuire civilă) (Tip: așezare)                   | localitate componentă Ernea, oraș Dumbrăveni |        |        |            |            | Încărcați imagine | Raportați eroare |
| 143824.01.01 | Descoperiri neolitice la Ernea / ansamblu anonim (Categorie: locuire civilă) (Tip: Locuire) | localitate componentă Ernea, oraș Dumbrăveni |        |        |            |            | Încărcați imagine | Raportați eroare |